# Sant'Ippolito (Roma)

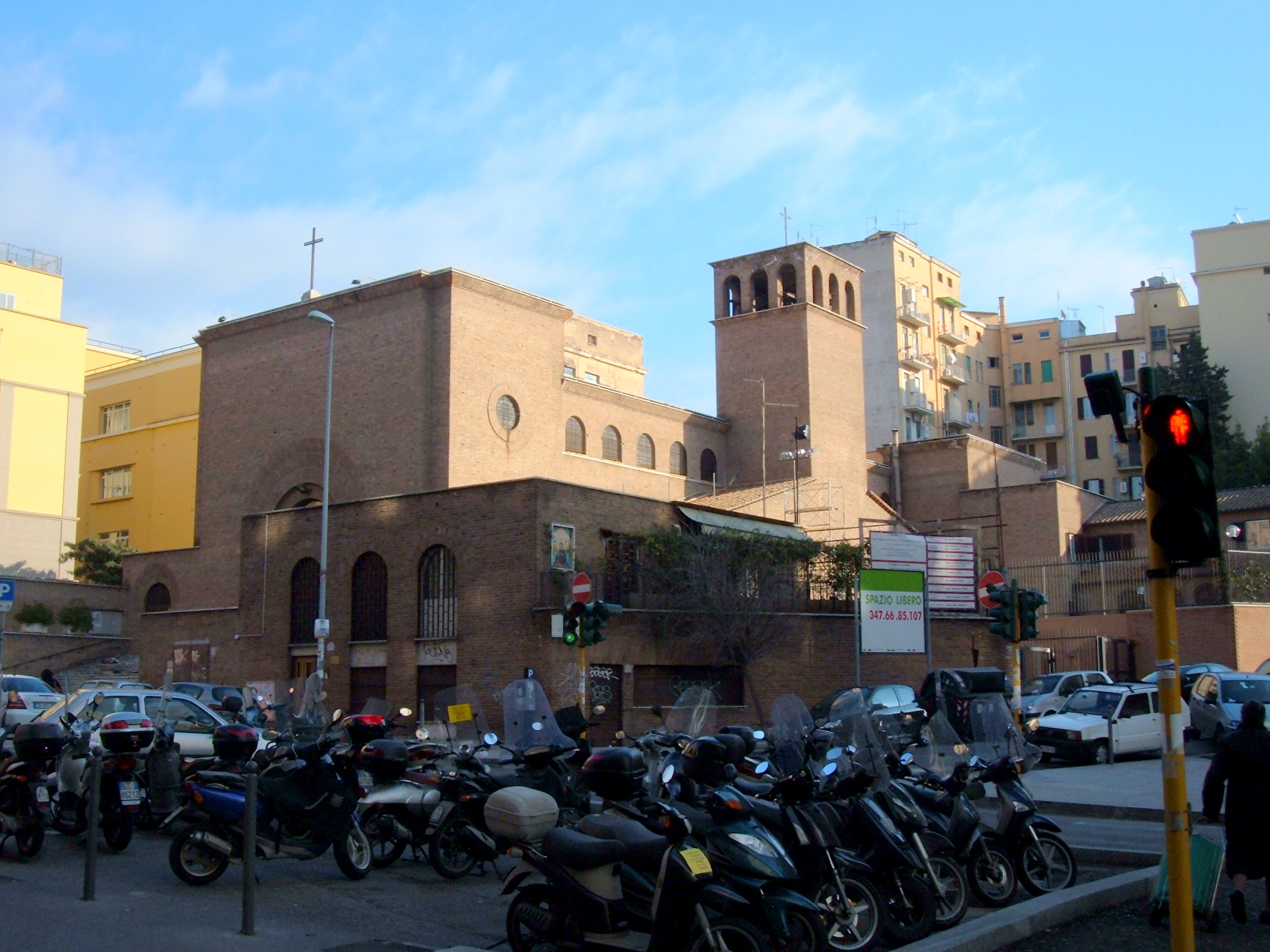
Vista da igreja.

Sant'Ippolito é uma igreja titular localizada na Viale delle Provincie, 43, no quartiere Nomentano de Roma. É dedicada a Santo Hipólito de Roma. Ela é sede do título cardinalício de Santo Hipólito, cujo cardeal-presbítero protetor é John Atcherley Dew, arcebispo de Wellington.

## História
Construída por desejo do papa Pio XI, esta igreja foi construída entre 1933 e 1934 pelo arquiteto Clemente Busiri Vici em estilo racionalista. Consagrada em 23 de dezembro de 1934, a primeira foi missa foi celebrada na noite de Natal; a consagração solene ocorreu em 4 de outubro de 1938. A dedicação a Santo Hipólito é uma referência à Catacumba de Santo Hipólito, localizada nas imediações.
A igreja é uma sede paroquial desde 26 de maio de 1935, quando foi publicado o decreto Pastoris Boni vestigiis pelo cardeal-vigário Francesco Marchetti Selvaggiani. Inicialmente, ela foi entregue aos Frades Menores Capuchinhos (franciscanos), mas, a partir de 1985, passou a ser gerida pelo clero da Diocese de Roma. 
A partir de 14 de fevereiro de 2015, passou a ser também sede do título cardinalício de Santo Hipólito.

## Descrição
Esta igreja é revestida internamente de tijolos, uma referência à pobreza franciscana. Uma ampla escadaria leva à porta central, flanqueada por outras duas muito menores: na arquitrave está a inscrição "Pax et bonum", encimada por um vitral decorado com uma "Volta de Cristo". Do lado direito da estrutura se ergue uma torre campanário de planta quadrada que abriga um conjunto de três sinos.
O interior da igreja, na maior parte revestido de gesso branco, se apresenta em três nave separadas por pilares de cimento e com um transepto. O teto, também em cimento, relembra em suas linhas gerais os "tetos em caixotões" das igrejas antigas. O visual é dominado pela abside com suas três grandes obras de arte e pela grande inscrição de inspiração franciscana: "Deus meus et omnia". O afresco central, "Glória de Santo Hipólito", é obra de Orazio Amato (1950): o santo é representado em vestes sacerdotais enquanto, com os braços abertos, ascende aos céus levado por dois anjos; as faces dos personagens foram inspiradas nos frades franciscanos que habitavam na época o convento vizinho à igreja. As duas imagens laterais, "Milagre Eucarístico de Santa Clara de Assis" e "São Lourenço de Brindisi", foram realizados por Franco Casetti em 1960.

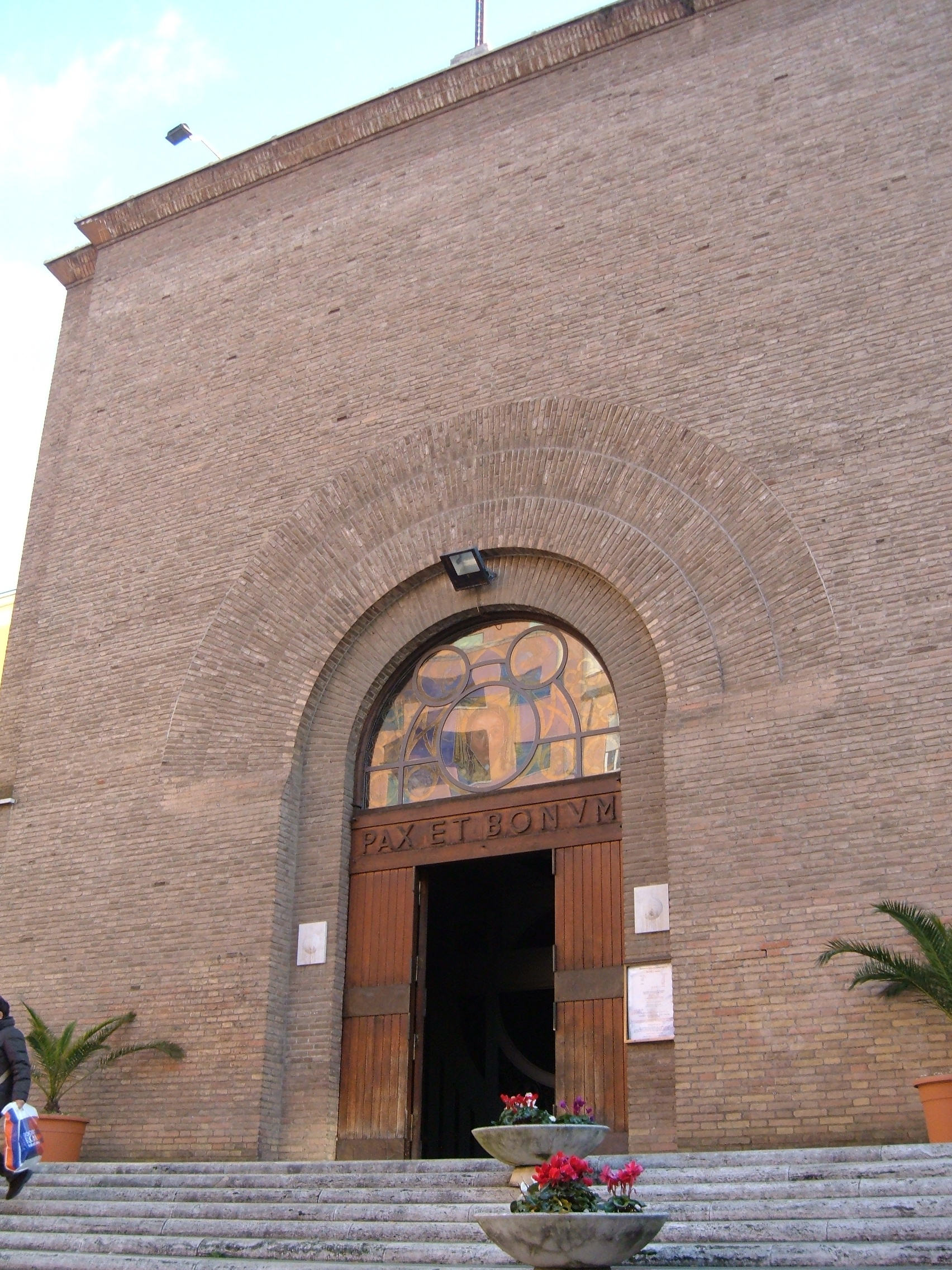
Detalhe da fachada.

No transepto estão expostas duas outras telas: "São Francisco, Padroeiro da Itália", de Gustavo Solimene (1941), na qual está representado também o papa Pio XII (que o proclamou padroeiro da Itália em 1939), e "Aparições de Lourdes", do mesmo artista (1940).
Entre as demais obras abrigadas na igreja estão ainda um crucifixo em gesso com cruz de madeira realizado na década de 1930 e colocado no altar lateral da esquerda e os painéis de bronze da Via Crucis, obra de Domenico Mastroianni (1934-1938).
Na década de 1960, as janelas de cor neutra foram substituídas por vitrais multicoloridos do artista Luciano Vinardi. O programa iconográfico dos vitrais se baseia numa narração simbólica de temas teológicos, bíblicos, de inspiração litúrgica e devocionais. Este programa foi discutido com o frade fransciscano Umberto Lovera. A partir da da entrada e seguindo pelo lado direito estão: "O Nome de Maria", "A Santa Face", "Instrumentos da Paixão", "Espírito Santo", "O Filho", "Deus Pai", "Agnus Dei", "Caridade", "Esperança", "Fé", "Prudência", "Justiça", "São Francisco e a Natureza" e a "Ceia em Emaús". Pelo lado esquerdo, "Nome de Jesus", "Santidade", "Graça", "Fogo Divino", "Eucaristia", "Tábuas da Lei", "Obediência", "Castidade", "Pobreza", "Temperança" e "Fortitude". Outros vitrais foram realizados em anos posteriores.
Finalmente, nas duas capelas do transepto estão também dois grafitos, realizados também por Vinardi em 1965, que representam episódios da Vida de Maria e da Vida de São Francisco. As cenas antes estavam grafitadas em fundo cinza do gesso, mas em anos mais recentes a monocromia das pinturas foi alterada quando o gesso foi refeito em tom amarelo.
Na cantoria à esquerda do presbitério está um órgão de tubos de 1950 com transmissão elétrica e 23 registros em dois teclados e pedaleiras.